# Passer eminibey
Passer eminibey е вид птица от семейство Врабчови (Passeridae).

## Разпространение
Видът е разпространен в Етиопия, Кения, Судан, Танзания, Уганда и Южен Судан.